# Никольский собор (Куопио)
Никольский собор (фин. Pyhän Nikolaoksen katedraali) — православный храм в центре города Куопио в Финляндии, кафедральный храм Куопиоской и Карельской митрополии Финляндской православной церкви.

## История
Церковь в честь святителя Николая Чудотворца в Куопио построена из красного кирпича в 1902—1903 годах по проекту выборгского архитектора Александра Исаксона и освящена епископом Выборгским и Финляндским Николаем (Налимовым). Церковь рассчитана на 250 прихожан.
На колокольне находятся семь колоколов, отлитых в Санкт-Петербурге. Вес самого большого из них — 1688 кг.
Иконостас храма выполнен петербургскими мастерами и создан на средства супруги генерал-губернатора Великого княжества Финляндского Николая Бобрикова. Ряд икон, находящихся в церкви был перевезён из храмов Карелии переселенцами в 1939—1940 годы.